# José Justo Montiel
José Justo Montiel (* 5. August 1824 in Tecamalucan, Municipio Acultzingo, Veracruz; † 11. Februar 1899 in Orizaba, Veracruz Anm.) war ein mexikanischer Maler, der in erster Linie auf Porträtmalerei spezialisiert war.

## Leben
Montiel wuchs auf der Hazienda Tecamalucan auf, bis seine Eltern nach Orizaba zogen, das auch damals schon das wirtschaftliche und kulturelle Zentrum der Region war.
Das Studium der Malerei begann Montiel im Alter von 14 Jahren im Atelier des gebürtigen Orizabeño Gabriel Barranco. Nachdem Montiel trotz seines Talentes zunächst von der Academia Nacional de San Carlos de México abgelehnt worden war und eine Zeichenschule in León, Guanajuato, eröffnet hatte, wurde er 1858 schließlich doch noch an der Staatlichen Akademie San Carlos in Mexiko-Stadt aufgenommen und studierte bei dem katalanischen Künstler Pelegrín Clavé. 1860 kehrte er nach Orizaba zurück, wo er ein Atelier eröffnete und viele Persönlichkeiten der Gesellschaft von Veracruz porträtierte. Zu den von Montiel porträtierten Persönlichkeiten gehört unter anderem die Opernsängerin Ángela Peralta.
Nachdem Montiel seine Heimatstadt erneut verlassen hatte, kehrte er 1888 nach dem Tod seiner Mutter nach Orizaba zurück, wo er die letzten Jahre seines Lebens verbrachte und 1899 auch verstarb.
Nach seinem Ableben wurde Montiel auf dem Städtischen Friedhof von Orizaba beerdigt.